# Meer van Bütgenbach
Het Meer van Bütgenbach is een Belgisch stuwmeer op de rivier de Warche. Het meer ligt op het grondgebied van de gemeente Bütgenbach en heeft een oppervlakte van 120 hectare (of 1,2 km²).
De dam werd aangelegd van 1929 tot 1932 en heeft een hoogte van 23 m. De centrale kan jaarlijks ongeveer 2,2 miljoen kWh energie leveren en wordt uitgebaat door Electrabel.
Het meer bevindt zich in de Belgische Oostkantons, op de rand van het plateau van de Hoge Venen. Het is een toeristische trekpleister voor watersporters. Men kan er zeilen, windsurfen, kajakken, waterfietsen, zwemmen en sportvissen. Motorboten zijn er niet toegestaan.
In de herfst van 2003 liet men het meer bijna volledig leeglopen voor onderhoud aan de stuwdam. Dit onderhoud werd in 2004 uitgevoerd. Het meer werd in de loop van dat jaar opnieuw gevuld.
Op de westoever van het meer lag vroeger station Bütgenbach dat onder andere door een toeristentreintje werd bediend.

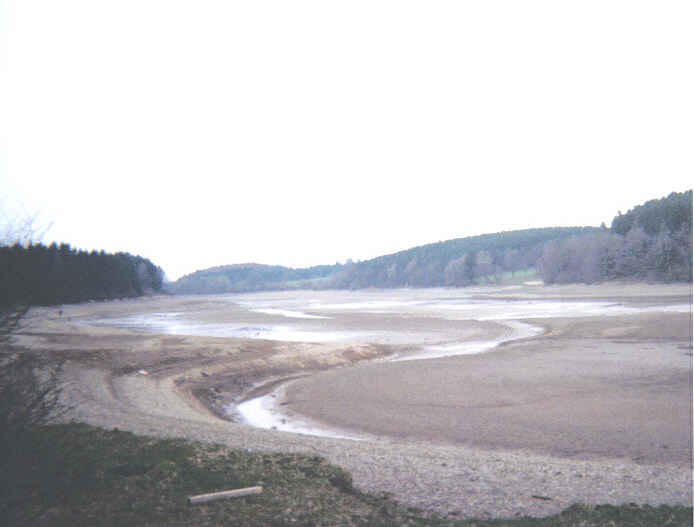
Meer van Bütgenbach in 2003
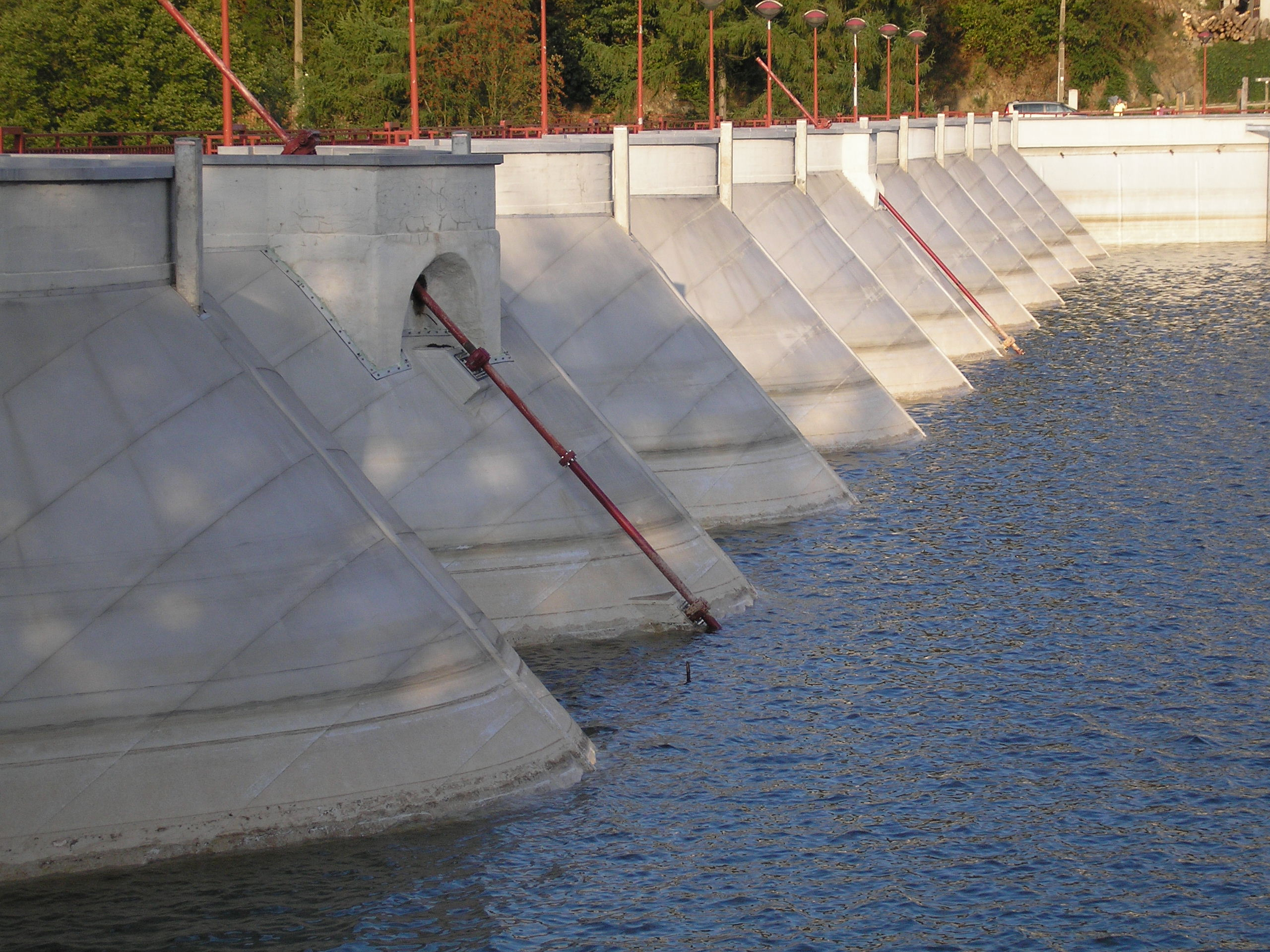
Stuwmeerdam Meer van Bütgenbach
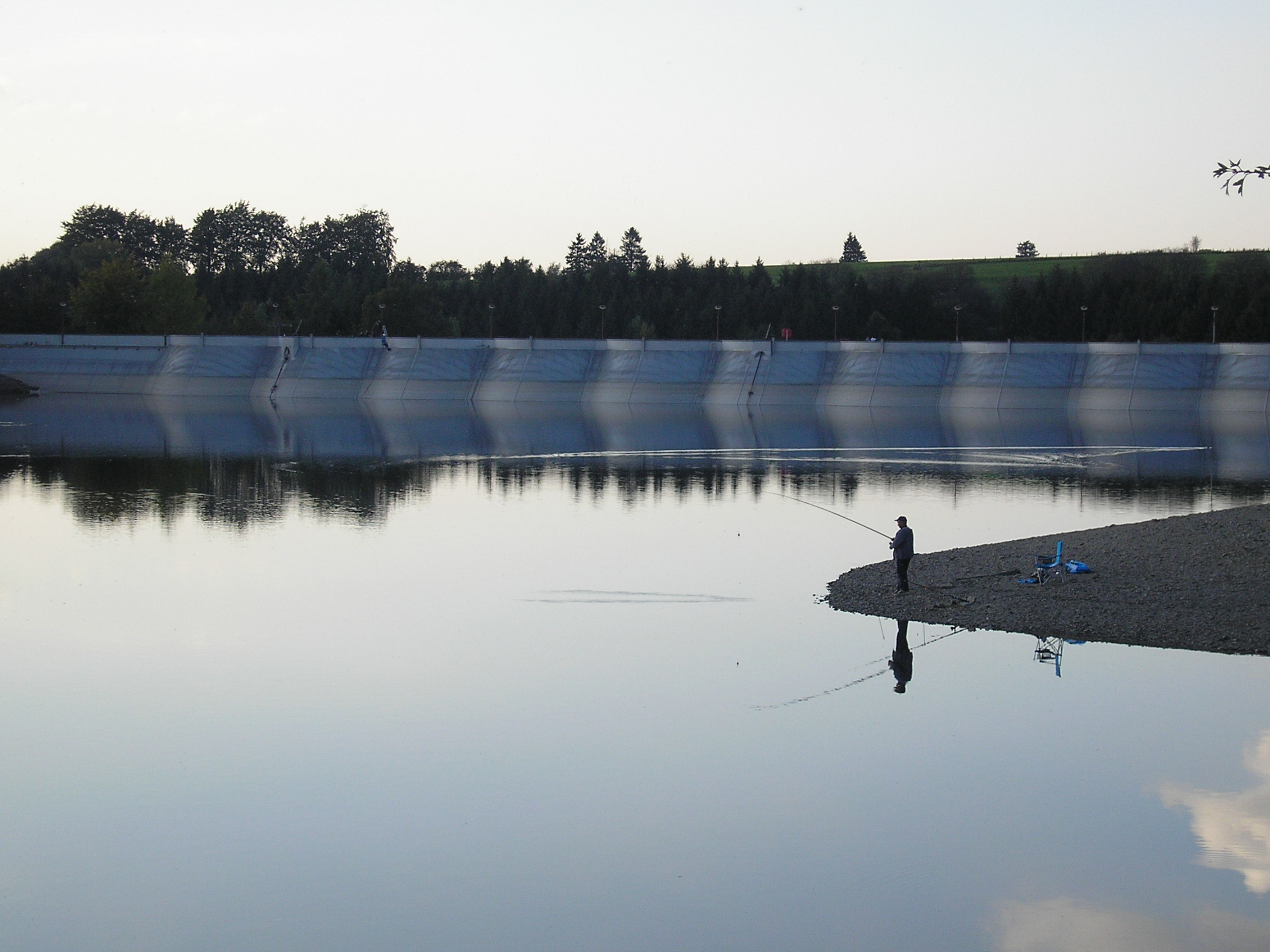
Meer van Bütgenbach
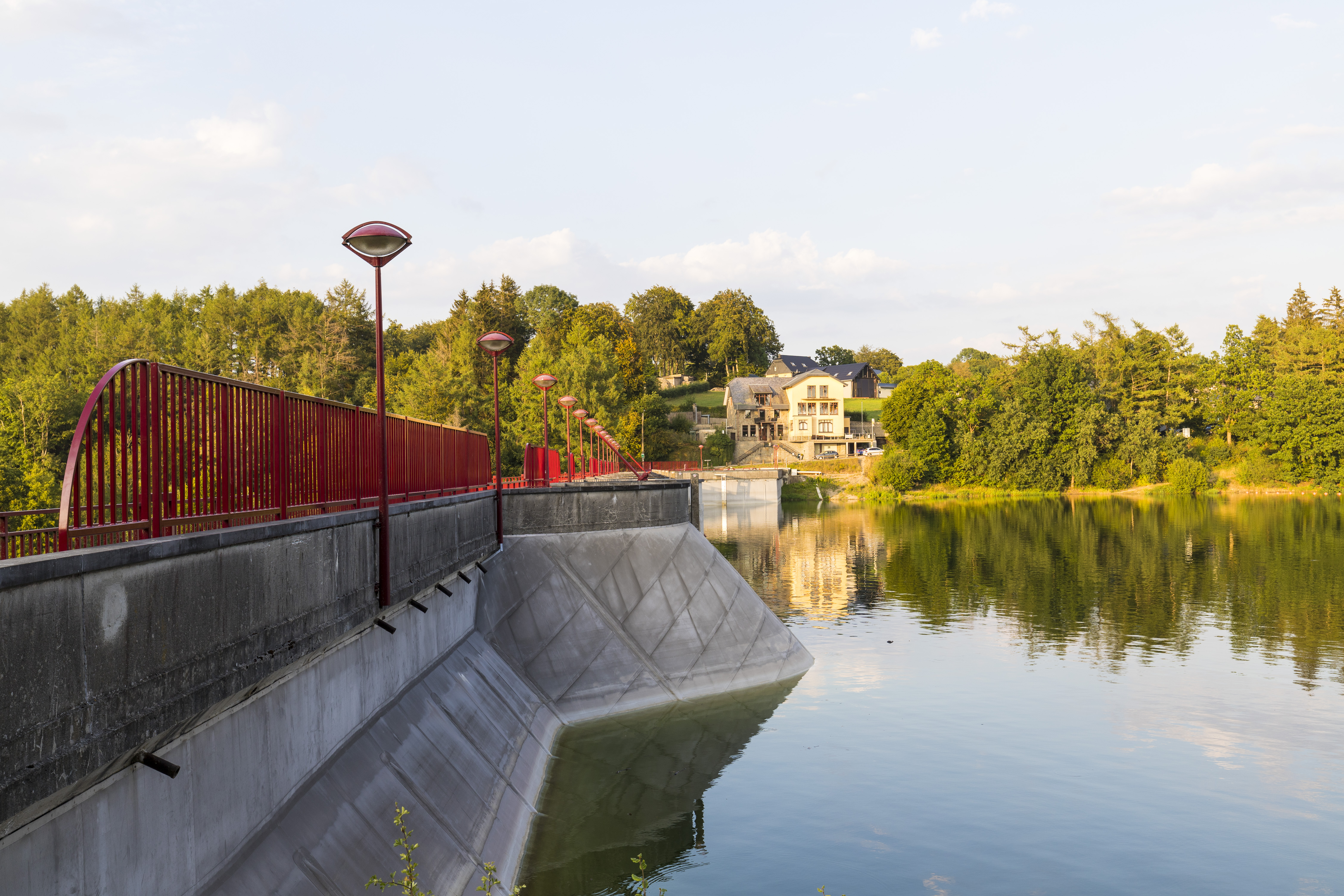
Stuwdam anno 2020
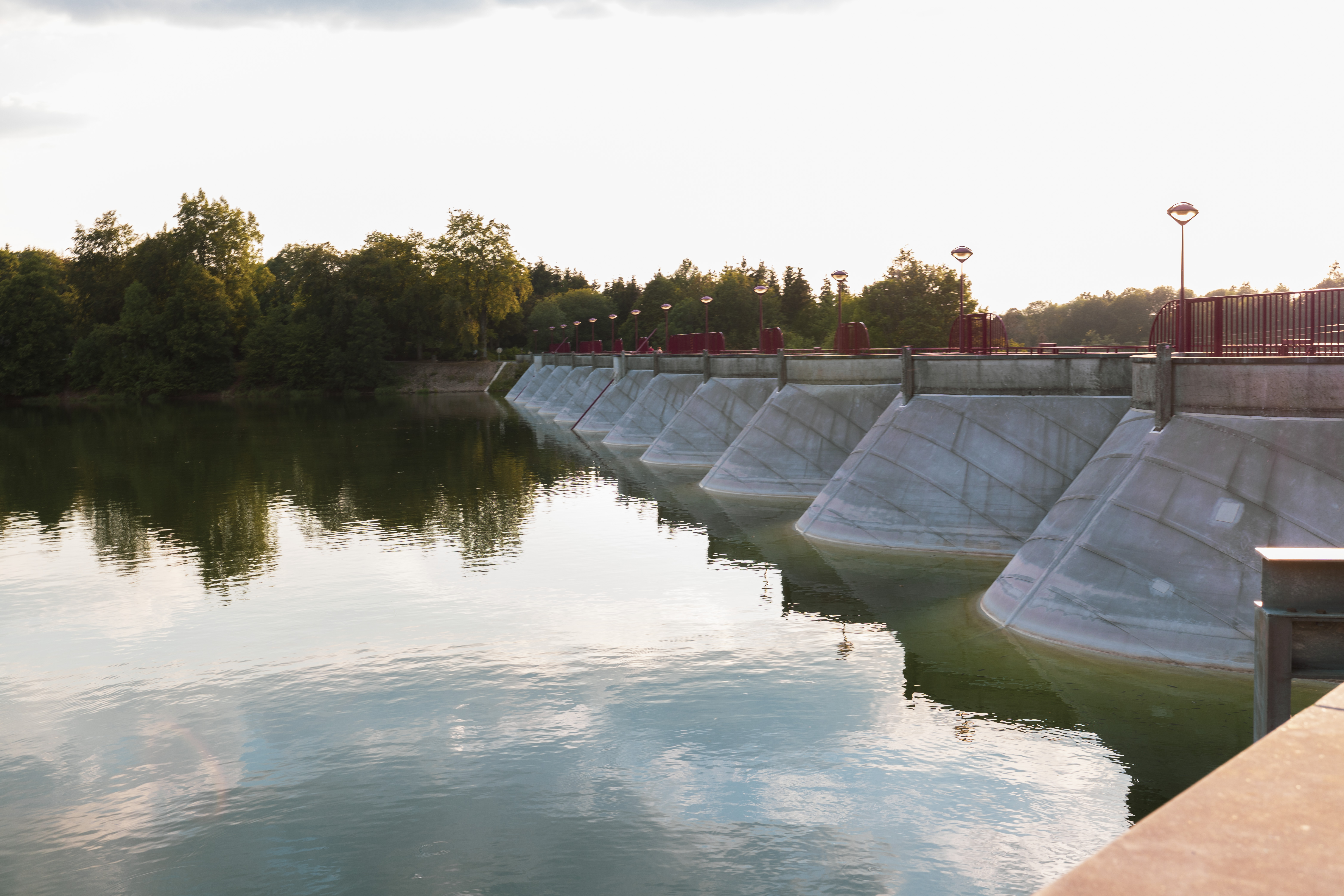
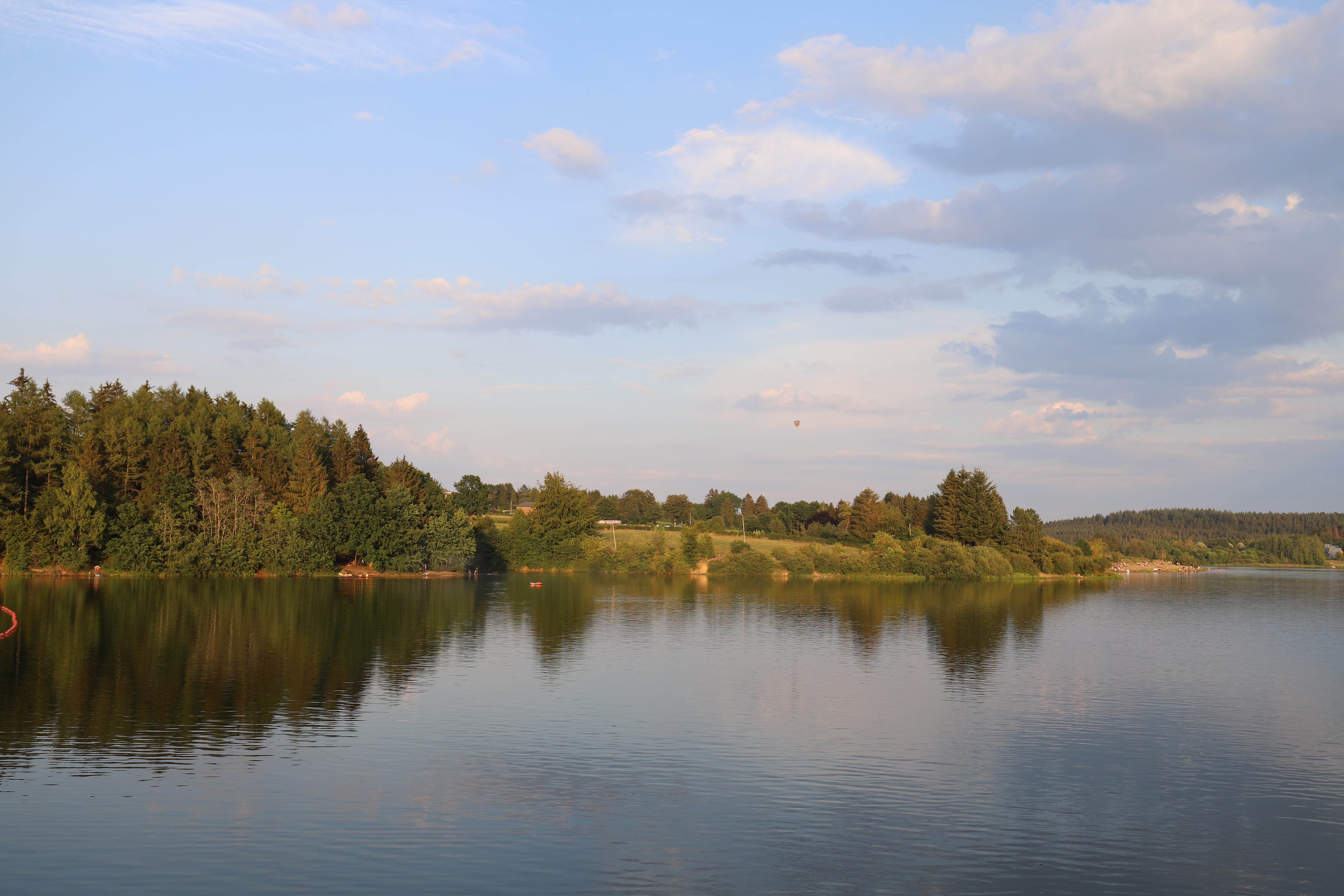